# Good Charlotte
 Ovo je glavno značenje pojma Good Charlotte. Za istoimeni album ovog sastava pogledajte Good Charlotte (album).
Good Charlotte je američki rock sastav. Članovi sastava su blizanci Joel Madden (vokal) i Benji Madden (gitara i prateći vokal), Billy Martin (ritam gitara i klavijature), Paul Thomas (bas-gitara) i Dean Butterworth (bubnjevi).

## Povijest
Sastav je osnovan 1996., te je nazvan prema dječjoj knjizi Good Charlotte: The Girls of Good Day Orphanage. Prvi veći uspjeh postigli su snimivši pjesmu "My Worst Enemy". Nakon što su svirali par puta sa sastavom Blink-182, godine 1999. potpisuju za izdavačku kuću Epic Records.
Svoj prvi album, nazvan jednostavno Good Charlotte, objavljuju iduće godine. Najpozntaija pjesma s tog albuma je "Little Things", koja se nalazila na 23. mjestu Billboardove ljestvice. 
Širu popularnost sječu 2002. objavljivanjem svog drugog albuma The Young and the Hopeless. Na albumu su se našla čak pet singla: "Lifestyles of the Rich & Famous", "The Anthem", "Girls & Boys", "The Young and the Hopeless" i "Hold On". Prodan je u više od tri milijuna primjeraka, te je nagrađen trostrukom platinastom nakladom. Također, njihovi spotovi su se počeli prikazivati na MTV-u, a pjesma "Lifestyles of the Rich & Famous" je na dodjeli MTV-evih nagrada 2003. dobila nagradu za najbolju pjesmu po izboru gledatelja. Sastavu se privremeno pridružio bubnjar Aaron Escolopio, no ubrzo je napustio sastav, a zamijenio ga je Chris Wilson.
Svoj idući studijski album The Chronicles of Life and Death, objavljuju 2004. S uvedenim novim elementima, razlikovao se od prethodna dva albuma, te su s njega objavljeni singlovi "Predictable", "I Just Wanna Live", "The Chronicles of Life and Death" i "We Believe". Iduće godine, bubnjar Chris Wilson napušta sastav, a umjesto njega dolazi bivši bubnjar Morrisseya, Dean Butterworth. 
Četvrti studijski album Good Morning Revival objavljuju 2007. Ovaj album je bio mnogo uspješniji nego prethodni, te se nalazio među najboljih 10 u trinaest država, uključujući i SAD. Iduće godine objavljuju Greatest Remixes, kompilaciju 15 pjesama koje su remixali Metro Station, Junior Sanchez, The Academy Is..., i drugi. 
Good Charlotte trenutačno snimaju peti studijski album Cardiology, koji bi trebao bit objavljen sredinom 2009.

## Diskografija
Studijski albumi
- Good Charlotte (2000.)
- The Young and the Hopeless (2002.)
- The Chronicles of Life and Death (2004.)
- Good Morning Revival (2007.)
- Cardiology (2010.)
- Youth Authority (2016.)
- Generation Rx (2018.)

## Članovi sastava
- Joel Madden - vokal (1996.-)
- Benji Madden - gitara, prateći vokal (1996.-)
- Billy Martin - ritam gitara, klavijature (1996.-)
- Paul Thomas - bas-gitara (1996.-)
- Dean Butterworth - bubnjevi, udaraljke (2005.-)

### Bivši članovi
- Aaron Escolopio - bubnjevi (1996. – 2001.)
- Chris Wilson - bubnjevi (2002. – 2005.)

## Vanjske poveznice
- Službena stranica  Arhivirana inačica izvorne stranice od 10. listopada 2006. (Wayback Machine)